# Dubrovački kotar
Dubrovački kotar je bio jedan od kotara u austrijskoj carskoj pokrajini Dalmaciji. Prostirao se je 1900. godine na 778 km2.
Godine 1900. u Dubrovačkome je kotaru živjelo 40.939 stanovnika.